# Torre de Can Valls
Torre de Can Valls és una torre de defensa de Sant Vicenç de Montalt (Maresme) inclosa a l'Inventari del Patrimoni Arquitectònic de Catalunya.

## Descripció
Torre de defensa de planta circular. Estava adossat a l'edifici del convent. La porta i les finestres que té són petites. Està coronada amb merlets que en general s'han conservat en molt bon estat excepte a la banda enderrocada per Núñez y Navarro. Formalment compleix amb la tipologia habitual de les torres del segle xvi. A partir del segle xvii es va reformar, ja que els matacans voltegen tot el terrat. Les altres característiques d'aspecte més tècnic fan referència, per exemple, a la porta d'entrada, que està situada a una certa alçada, per a una millor defensa o com les torres eren en general amb baixos i de dues plantes comunicades per una escala de cargol, amb graons i volta de pedra -més endavant es farien amb rajoles-. Per a la construcció d'aquestes torres s'empra la pedra i el morter de calç.

## Història
Aquestes torres durant els segles xvi i xvii servien de defensa contra els corsaris del Mediterrani, però després del segle xviii, els monarques les destruïren, perquè no foren utilitzades contra ells.